# 모르타르

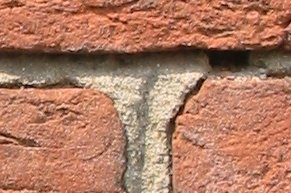
벽돌 사이의 모르타르.

모르타르(영어: mortar, 문화어: 몰탈) 또는 모르타제는 시멘트, 석회, 모래, 물을 섞어서 물에 갠 것이다. 벽돌·블록·석재를 접합하는 데 쓴다.  한문으로는 교니(膠泥)라고 일컫는다.

## 같이 보기
- 플라스터
- 스투코
- 그라우트
- 콘크리트

## 참고 문헌
- 이 문서에는 다음커뮤니케이션(현 카카오)에서 GFDL 또는 CC-SA 라이선스로 배포한 글로벌 세계대백과사전의 내용을 기초로 작성된 글이 포함되어 있습니다.